# Vanina Ickx
Vanina Ickx (Brussel, 16 februari 1975) is een Belgisch autocoureur en dochter van Jacky Ickx.

## Levensloop
In 2000 nam ze samen met haar vader deel aan Parijs-Dakar; Vanina als copilote en Jacky achter het stuur. Ook in 2001 en 2002 deed ze mee aan de woestijnrace, ditmaal zonder haar vader. Ze reed twee seizoenen in de DTM. In november 2007 maakte ze bekend dat aan haar DTM carrière een einde was gekomen. In 2009, 2010 en 2011 reed ze mee in de 24 uurs race van Le Mans.